# 林家あんこ
林家 あんこ（はやしや あんこ、1986年5月7日 - ）は、落語協会所属、林家しん平門下の落語家。本名∶阿部 ゆき絵（旧姓∶中川）。実父は林家時蔵。出囃子は「金魚の昼寝」。

## 経歴
東洋大学文学部日本文学文化学科を卒業。大学では演劇サークルに所属、歌舞伎役者の付き人を数か月経験する。大学卒業後に俳優の養成所に通いながら父の独演会などを手伝い、2013年、林家しん平に入門。2014年5月1日に楽屋入り、前座名「あんこ」を名乗る。2017年5月、入舟辰乃助、三遊亭歌実と共に二ツ目に昇進。
2020年7月17日、自身のFacebookにて結婚を発表。相手は非公表。2021年9月3日より墨田区在住者として第21代「すみだ親善大使」に選出され、2023年8月まで活動を行う。すみだ親善大使としての活動は本名で行った。

## 芸歴
- 2013年 - 林家しん平に入門[1][2]。
- 2014年5月 - 楽屋入り、前座名「あんこ」[1][2]。
- 2017年5月 - 二ツ目昇進[1][2]。

## 人物
所属団体や流派の垣根を超えた女流落語家ユニット「落語ガールズ」に所属している。
春風亭一花、林家つる子ともにユニット「おきゃんでぃーず」を結成。2022年まで活動した。
2022年からは林家たま平らと共に二つ目の二世落語家の落語会である「若旦那の会」の公演を行っている（たま平は九代目林家正蔵の長男）。

## 出演

### テレビ
- これぞ久本雅美たまらん逸品（日本テレビ、2020年）
- クイズ99人の壁（フジテレビ、2021年7月31日） - 瀧川鯉斗の応援団として
- 月曜から夜ふかし（日本テレビ、2021年11月22日） - 写真のみ

### 映画
- 二つ目物語（2022年、林家しん平監督、クロスロード） - ガイコツ・い（第2話）、絵馬亭梅花（第3話）役